# 今井照
今井 照（いまい あきら、1953年 - ）は、日本の行政学者、福島大学行政政策学類教授を経て、公益財団法人地方自治総合研究所特任研究員。専門は地方行政。

## 経歴
1953年神奈川県平塚市生まれ。1972年神奈川県立平塚江南高等学校卒業。1977年東京大学文学部社会学専攻課程卒業後、東京都教育委員会（学校事務）、東京都大田区役所（企画部、産業経済部、地域振興部など）に勤務、1999年から福島大学教授。2009年「「平成大合併」の政治学」で法政大学より博士（政策学）の学位を取得。
月刊誌『ガバナンス』（ぎょうせい発行）に「市民の常識VS役所のジョウシキ」を連載。

## 著書
- 『市民的公共性と自治――文化・コミュニティ・分権 自治体のやるべきことやってはいけないこと』（公人の友社, 1993年）
- 『市民自治としての産業政策――「空洞化」論を越えて』（公人の友社, 1996年）
- 『わかりやすい自治体の政策評価』（学陽書房, 1999年）
- 『超入門 地方自治制度はこうなっている』（学陽書房, 2000年／一次改訂版, 2004年）
- 『図解 よくわかる地方自治のしくみ』（学陽書房, 2000年／一次改訂版, 2002年／二次改訂版, 2004年／三次改訂版, 2007年）
- 『新自治体の政策形成』（学陽書房, 2001年）
- 『自治体再構築における行政組織と職員の将来像――役所はなくなるのか、職員は不要になるのか』（公人の友社, 2005年）
- 『自治体のアウトソーシング』（学陽書房, 2006年）
- 『図解よくわかる地方自治のしくみ』学陽書房 2007
- 『「平成大合併」の政治学』公人社 2008
- 『自治体政策研究ノート』公人の友社 福島大学ブックレット『21世紀の市民講座』 2008
- 『自治体再建 原発避難と「移動する村」』ちくま新書　2014
- 『地方自治講義』ちくま新書　2017
- 『原発「廃炉」地域ハンドブック』（東洋書店新社,  2021年）[2]

### 編著
- 『自治体政策のイノベーション』（ぎょうせい 2004年）
- 『市民自治のこれまで・これから』編著 公職研 2008

### 共編著
- （辻山幸宣・牛山久仁彦）『自治体選挙の30年――「全国首長名簿」のデータを読む』（公人社, 2007年）
- 『原発被災地の復興シナリオ・プランニング』金井利之共編著 公人の友社 2016
- 『福島インサイドストーリー 役場職員が見た原発避難と震災復興』自治体政策研究会共編著 公人の友社 2016